# Future Combat Systems

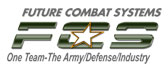
Logo des FCS-Programms

Future Combat Systems (deutsch Waffensysteme der Zukunft) war ein Programm der United States Army und wichtigster Teil der Transformation der United States Army. Ziel war es, neue bemannte und unbemannte Fahrzeuge und Fluggeräte sowie Ausrüstungsgegenstände zu entwickeln und in ein Netzwerk einzubinden, um die Effektivität der einzelnen Einheiten zu steigern. Es stellt nach dem Armored-Systems-Modernization-Programm den zweiten Versuch der US-Armee dar, eine zukünftige Panzerfamilie zu schaffen. Das komplette Programm wurde am 23. Juni 2009 von Verteidigungsminister Robert Gates gestrichen.

## Geschichte

### Vorgeschichte
Nach Einstellung des ASM-Programms im Jahr 1992 wurde nur noch die Entwicklung der Panzerhaubitze und ihres Versorgungspanzers vorangetrieben, welche als XM2001 Crusader bezeichnet wurde. Stattdessen sollte auf leichtere, besser luftverladbare Fahrzeuge gesetzt werden. Die ersten Überlegungen für einen zukünftigen Kampfpanzer, der nur noch 40 Tonnen wiegen sollte, wurden Anfang 1996 am Tank Automotive Command (TACOM) publiziert. Zentraler Aspekt war dabei neben dem Kampf gegen Hubschrauber eine stark erhöhte Schussweite, die es dem Fahrzeug ermöglichen sollte, Ziele in bis zu 10 km Entfernung zu bekämpfen. Dazu sollten Pulverkanonen, ETC-Kanonen, Railguns und Flugkörper als Hauptbewaffnung untersucht werden. Nach den Vorstellungen des Projektteams hätte die Waffentechnologie zuerst entwickelt werden müssen, daraus sollte dann das Gesamtkonzept abgeleitet werden. Das Fahrzeug sollte zur Verbesserung von Situationsbewusstsein und Überlebensfähigkeit mit einer Vielzahl an Sensoren ausgerüstet werden, welche etwa denen des Vehicle Integrated Defense System (VIDS) entsprachen (IR, LIDAR, RADAR, IFF, Laser- / Flugkörperwarner usw.). Das erste Konzept setzte auf eine Kernbesatzung von zwei Mann im Wannenbug, einen vollwertigen, aber unbemannten Turm und einen Hybridantrieb im Heck. Als Triebwerk wurde eine Kombination von Dieselmotor und Gasturbine vorgeschlagen. Mit dem Dieselmotor als Grundlasttriebwerk sollten Geschwindigkeiten von 64 km/h fahrbar sein und bei Zuschaltung der Gasturbine maximal 100 km/h (CODAG-Antrieb, vgl. Stridsvagn 103). Der Panzerschutz sollte bei etwa 1000-mm-RHA liegen. Da zwei Panzer in einer McDonnell Douglas C-17 transportiert werden sollten, war die Außenpanzerung demontierbar.

### US-britische Kooperation
Im 7. Juli 1998 wurde ein Memorandum of Understanding (MOU) zwischen den Vereinigten Staaten und Großbritannien unterzeichnet, um einen gemeinsamen Spähpanzer zu entwickeln. Das Fahrzeug wurde in den USA als Future Scout and Cavalry System (FSCS) bezeichnet, bei den Briten wurde es als Tactical Reconnaissance Armoured Combat Equipment Requirement (TRACER) geführt. Das Fahrzeug sollte mit einer Reihe neuer Technologien ausgestattet werden, zum Beispiel:
- Elektrischer Antrieb als Serieller Hybrid mit Lithium-Ionen-Akkumulator mit der Möglichkeit 6–10 km rein elektrisch zu fahren, bei 650 km Gesamtreichweite auf der Straße.
- Elektromotoren mit insgesamt 500 kW bei einem Fahrzeuggewicht von 19 t, was zu einer spezifischen Leistung von 26 kW/t (35 PS/t) führte.
- Gleisketten aus Gummi statt Stahl für eine Höchstgeschwindigkeit von 90 km/h und eine Beschleunigung von 0 auf 50 km/h in 9 Sekunden.
- Die Verwendung von Micro Air Vehicles mit beschränkter Reichweite (10 Kilometer oder weniger) und Ausdauer (etwa 15 Minuten), um einen Blick "in das nächste Tal" werfen zu können, bevor ein Roboter oder das FSCS/TRACER hineinfährt.
- Unbemannter Turm für das 40 mm Cased Telescoped Weapon System, welches luftzündende Granaten oder Unterkalibermunition verschießt.
- Verwendung von Leichtbautechnik, so wurde im Composite Armored Vehicle (CAV) Technologiedemonstrator die Fahrzeugwanne aus glasfaserverstärktem Kunststoff gefertigt.
- Eine Reihe von Systemen, um wie beim VIDS Situationsbewußtsein und Überlebensfähigkeit zu verbessern:
  - Die Verwendung von Laser-, Radar- und Raketenwarnern, sowie das Einleiten von Abwehrmaßnahmen zur Treffervermeidung (Softkill-System)
  - Automatische Zielsuche und -erkennung, um das Situationsbewußtsein der Besatzung zu verbessern. Das System bestand aus einem Infrarotsensor, einem Millimeterwellenradar mit Moving Target Indication, einer optischen Kamera und einem Mehrzwecklaser, welcher für Entfernungsmessung, Zielbeleuchtung und Abtastung verwendet werden sollte. Die Daten sollten dann von einem Computersystem ausgewertet werden, um Ziele zu entdecken.
  - Die Multifunction Staring Sensor Suite (MFS3) sollte Infrarotkameras, Mikrofone und Mehrzwecklaser zur Zielidentifizierung, Luftraumüberwachung und als Firefinder kombinieren. Die Mikrofone sollten die Entdeckung und Identifizierung von Zielen ermöglichen, und die Ortung von Mörsern und Scharfschützen ermöglichen.
- Die Unterbringung der drei Besatzungsmitglieder vorne in der Wanne, ähnlich neuesten russischen Designs, wo sie an Arbeitsplatzsystemen den Panzer über Winkelspiegel sowie Außenkameras und Flachbildschirme steuern sollten, bzw. jede andere Information auf den Bildschirmen angezeigt werden konnte.
- Die Verwendung eines Sensormastes, welcher in bis zu fünf Metern Höhe ausgefahren werden kann.

Im Januar 1999 wurde zwei Industriekonsortien der Entwicklungsauftrag erteilt, namentlich SIKA International (British Aerospace, Lockheed Martin, Vickers Defence and General Dynamics) und LANCER (Marconi, Alvis, United Defence and Raytheon). Nachdem bereits beide Prototypen fertiggestellt waren und getestet wurden, wurde im Jahr 2001 die Einstellung des FSCS/TRACER-Programms beschlossen. Die Technologien sollten in die Nachfolgesysteme Future Combat Systems (FCS) und Future Rapid Effect System (FRES) einfließen, welche als Fahrzeugfamilien geplant waren. Das FSCS/TRACER-Programm lief dann tatsächlich aus und wurde nach der abschließenden Beurteilung (assessment phase) im Juli 2002 eingestellt.

### Revolution in Military Affairs

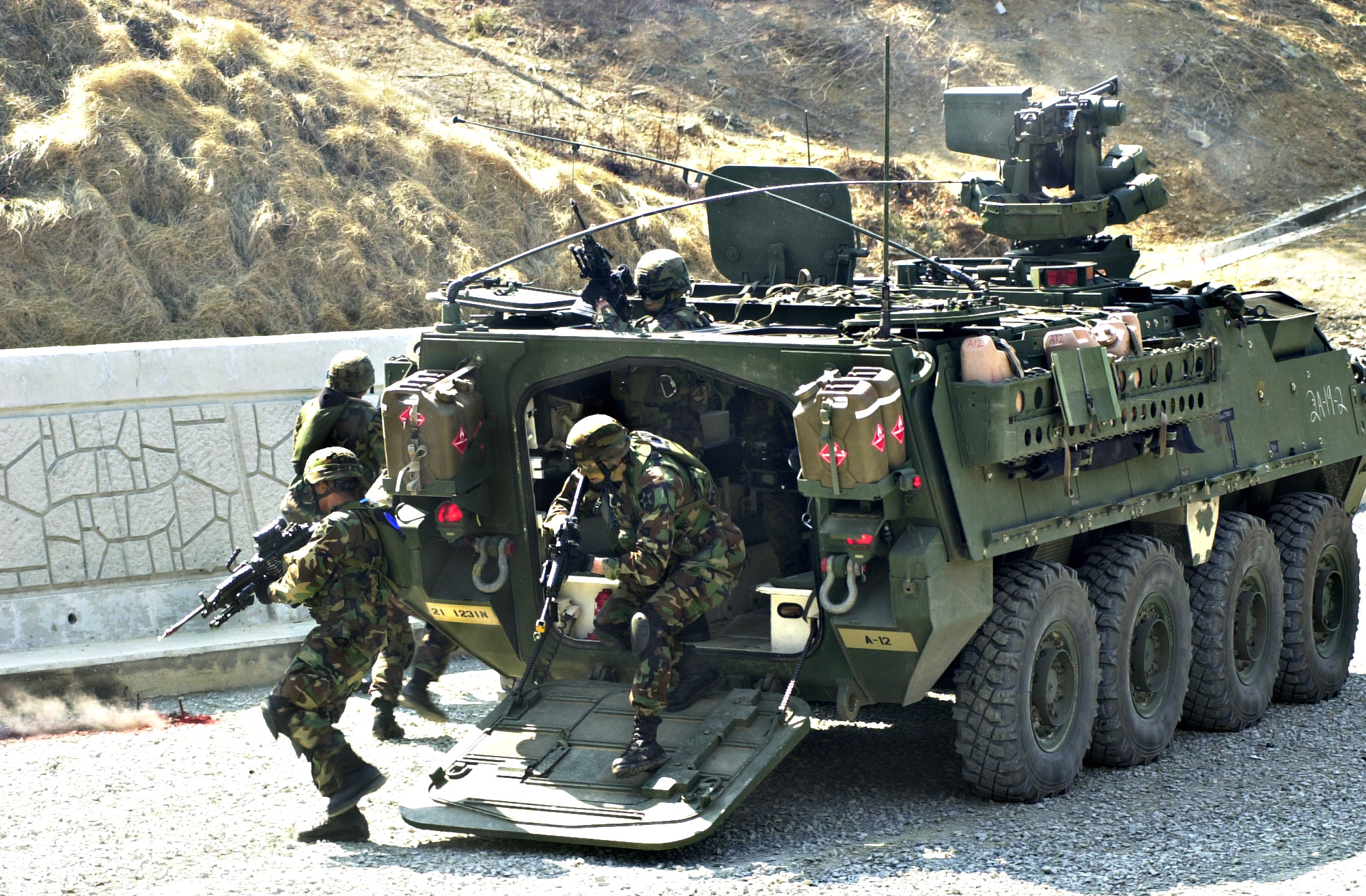
M1126 Infantry Carrier Vehicle

Der Begriff Revolution in Military Affairs beschreibt eine militärtheoretische These, die besagt, dass in bestimmten Abständen der Menschheitsgeschichte Doktrinen, Strategien, Taktiken oder Technologien zu einer unwiderruflichen Umwälzung der Kriegsführung geführt haben. Unter dem 43. Präsidenten der USA George W. Bush wurde diese These zur Leitlinie der Rüstungspolitik und Verteidigungsplanung erhoben. Im Juni 1999 gab der damalige Chief of Staff Eric K. Shinseki eine Neuausrichtung bekannt: Zur schnelleren Reaktionsfähigkeit bei internationalen Konflikten sollten die Panzerfahrzeuge in einer Lockheed C-130 verlegbar sein, zusätzlich sollten die Panzer vor Ort noch durch eine Reihe an Sensoren, Robotern, Drohnen und anderen Systemen unterstützt werden. Die Bezeichnungen „Future Combat Systems“ für das Rüstungsprogramm im Rahmen dieser Veränderung wurde erstmals 1999 verwendet. Die Rüstungsprogramme, welche mit dem FCS-Programm konkurrierten, namentlich das FSCS und Crusader, wurden eingestellt. Als Übergangslösung wurden die Interim Brigade Combat Teams (IBCT) geschaffen, welche später nach dem Fahrzeug in Stryker Brigade Combat Teams (SBCT) umbenannt wurden.
Die DARPA vergab im Mai 2000 vier Entwicklungsaufträge für Vorstudien zum FCS-Programm, im März 2002 erhielten die Unternehmen Boeing und Science Applications International Corporation den Auftrag, das Programm als Haupt-Entwickler zu betreuen. Im August 2004 vergaben die beiden Firmen ihrerseits 21 FCS-Entwicklungsaufträge an andere Unternehmen. Das FCS wurde als wichtigster Teil der Transformation der United States Army angesehen. Ziel war es, neue bemannte und unbemannte Fahrzeuge und Fluggeräte sowie Ausrüstungsgegenstände in ein Netzwerk, genannt Global Information Grid einzubinden, um die Effektivität der einzelnen Einheiten zu steigern. An 44 Einzelbestandteilen wurde geforscht. Jede Einheit des Netzwerks sollte Datenströme von allen anderen Elementen des Systems empfangen und an diese versenden können (Netzwerkzentrierte Kriegsführung).
Anfang 2007 wurden Teile des Programms wegen Geldmangels gestrichen. Die vorgesehenen Drohnen der Klassen II und III sowie der bodengebundene Kampfroboter wurden gestrichen und die Entwicklung des bewaffneten Aufklärungsroboters vorerst eingestellt. Darüber hinaus sollte die erste Brigade nun nicht mehr 2014, sondern 2015 mit den neuen Waffen ausgerüstet sein. Danach sollte eine Brigade pro Jahr auf FCS umgerüstet werden und nicht drei in zwei Jahren, wie zunächst geplant. Auch die Anzahl verschiedener Waffen pro Brigade wurde im Rahmen dieser Sparvorschläge geändert. Allerdings sollten ab 2011 sechs und nicht nur drei Brigaden bereits vorab einzelne Systeme aus dem Programm erhalten. Diese Veränderungen sollen bis 2014 rund 3,4 Milliarden Dollar einsparen. Die Kosten für die Ausrüstung einer FCS-Brigade sollten von 6,2 auf 5,9 Milliarden Dollar sinken. 2008 wurde die Entwicklung des Intelligent Munitions Systems gestrichen. Die beteiligten Firmen betrieben das Projekt aber auf eigene Kosten weiter. Ende 2008 begann die Produktion von XM501 Non Line of Sight Launch System in kleiner Stückzahl zu Erprobungszwecken.

### Das Ende

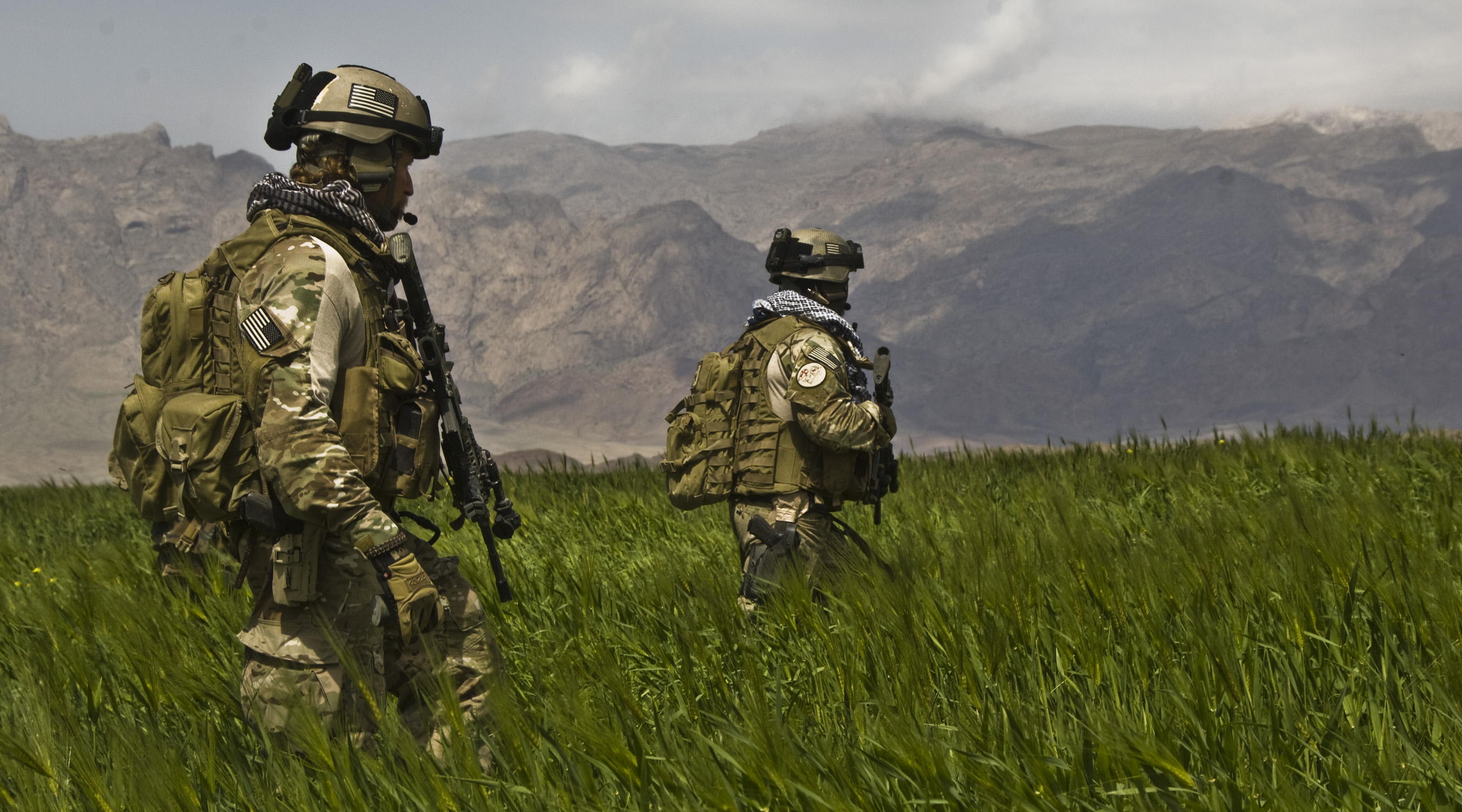
Army Special Forces in Westafghanistan mit MultiCam

Das FCS-Programm setzte auf Situationsbewusstsein und abstandsaktive Schutzmaßnahmen, um den Schutz der Plattformen zu gewähren. Nach den Einsatzerfahrungen im Irak und Afghanistan wurde die Wirksamkeit dieses Konzepts jedoch in Frage gestellt. Zusätzliche Forderungen nach einem besseren Minenschutz und Zusatzpanzerungen an den Fahrzeugflanken gegen projektilbildende Ladungen sowie die Verwendung von robusteren Stahlketten wären nötig gewesen, was jedoch nicht im Rahmen des Gewichtslimits verwirklicht werden konnte. Folglich wurde das Programm am 23. Juni 2009 von Verteidigungsminister Robert Gates eingestellt. Das Nachfolgeprogramm Brigade Combat Team Modernization hat hauptsächlich die Verbesserung der Vernetzung bereits eingeführter Systeme zum Ziel und sollte nur einige Komponenten des FCS übernehmen:
- XM156 Class I Unmanned Aerial Vehicle
- Unattended Ground Sensors
- XM1216 Small Unmanned Ground Vehicle
- XM501 Non Line of Sight Launch System

Zu diesem Teil des Programms gehören auch verschiedene neue Tarnanzüge. Die US-Armee testete die MultiCam-Tarnanzüge in Afghanistan sowie Ghillie-Suits mit demselben Tarnmuster. Eine verbesserte Army Combat Uniform mit dem Namen Universal Camouflage Pattern - Delta wurde ebenfalls getestet; es handelte sich im Wesentlichen um eine ACU mit braunen Farbklecksen. Am 19. Februar 2010 wurde MultiCam als neues Tarnmuster der US-Armee ausgewählt.
Das XM501 NLOS-LS sowie das XM156 Class I UAV wurden später gestrichen. Lediglich SUGV und UGS wurden in die Ausstattung der US-Armee übernommen. Für die neue Fahrzeugplattform wurde das GCV-Programm gestartet, welches sich wiederum am ASM-Programm orientiert.

## Komponenten

### Netzwerk
Das Netzwerk sorgt für eine ständige Verbindung aller Einheiten auf dem Schlachtfeld und darüber hinaus. Es ist möglich, Daten (unter anderem Bilder, taktische Karten, Videos) und Befehle zu senden und empfangen.
- Global Information Grid (System of Systems)
- Transformation Communications Satellite, Kommunikationssatellitenprogramm der Air Force, kein Bestandteil des FCS, sollte aber die Fähigkeiten erhöhen und die Kommunikationsgeräte verkleinern helfen, 2009 eingestellt.
- Joint Tactical Radio System (JTRS), zentrales Funknetz zur Übertragung von Sprache und (bewegten) Bildern, erste Tests 2009 geplant.

### Bemannte Fahrzeuge

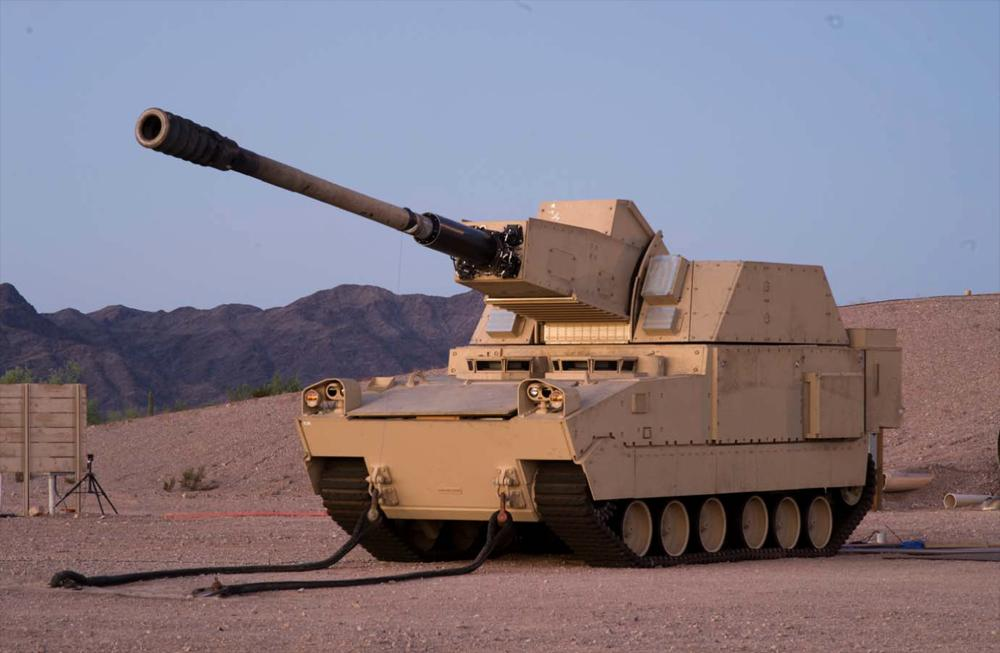
Die NLOS-C ist das erste Fahrzeug der Manned Ground Vehicle Plattform

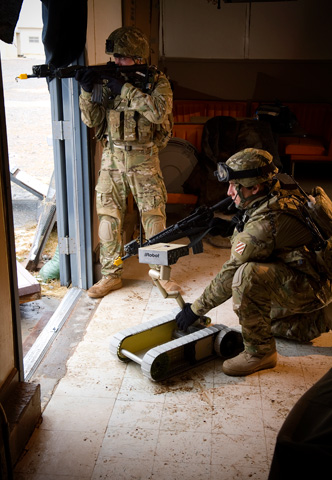
Future Force Warrior mit SUGV

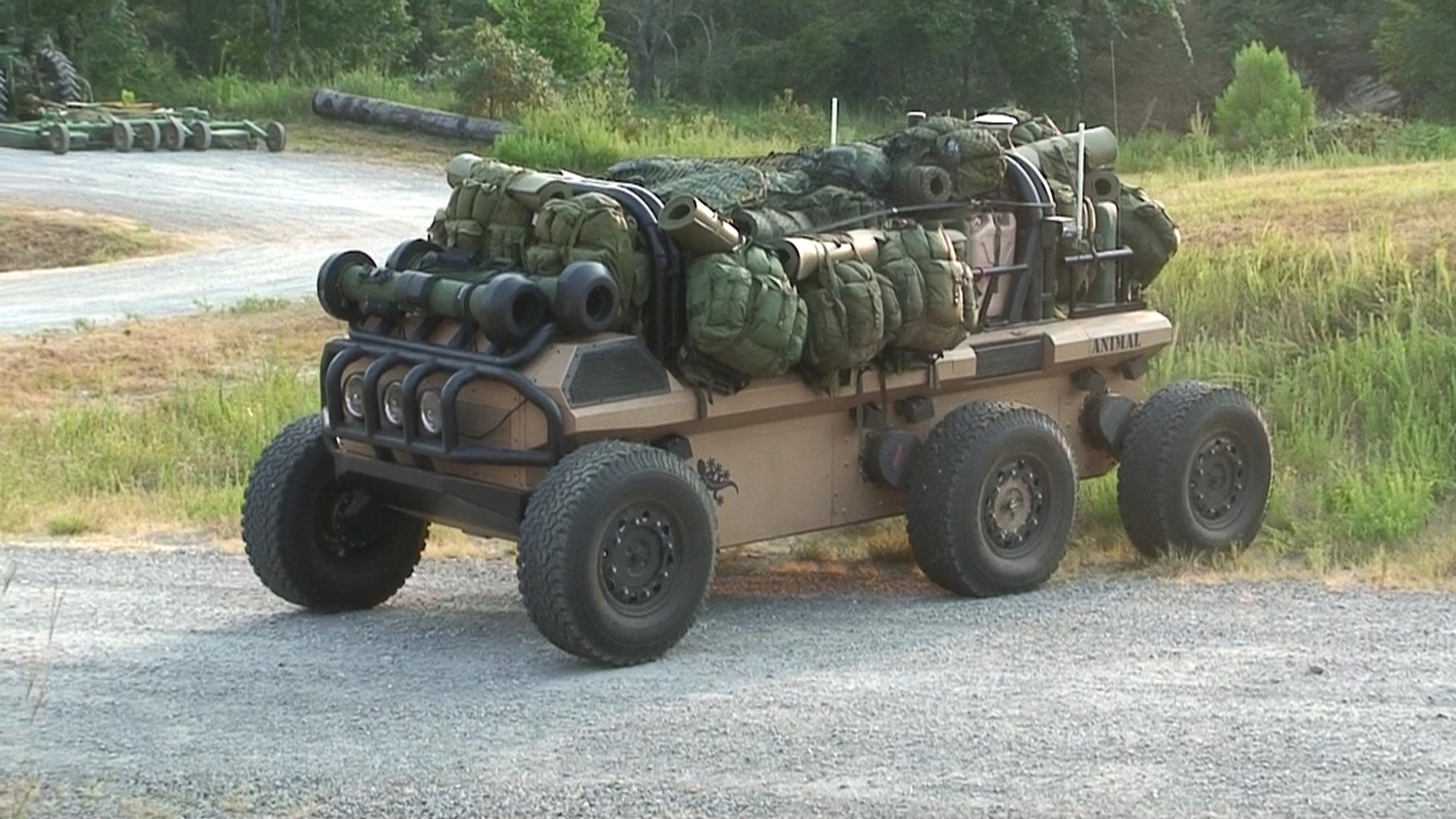
Multifunctional Utility/Logistics and Equipment Roboter

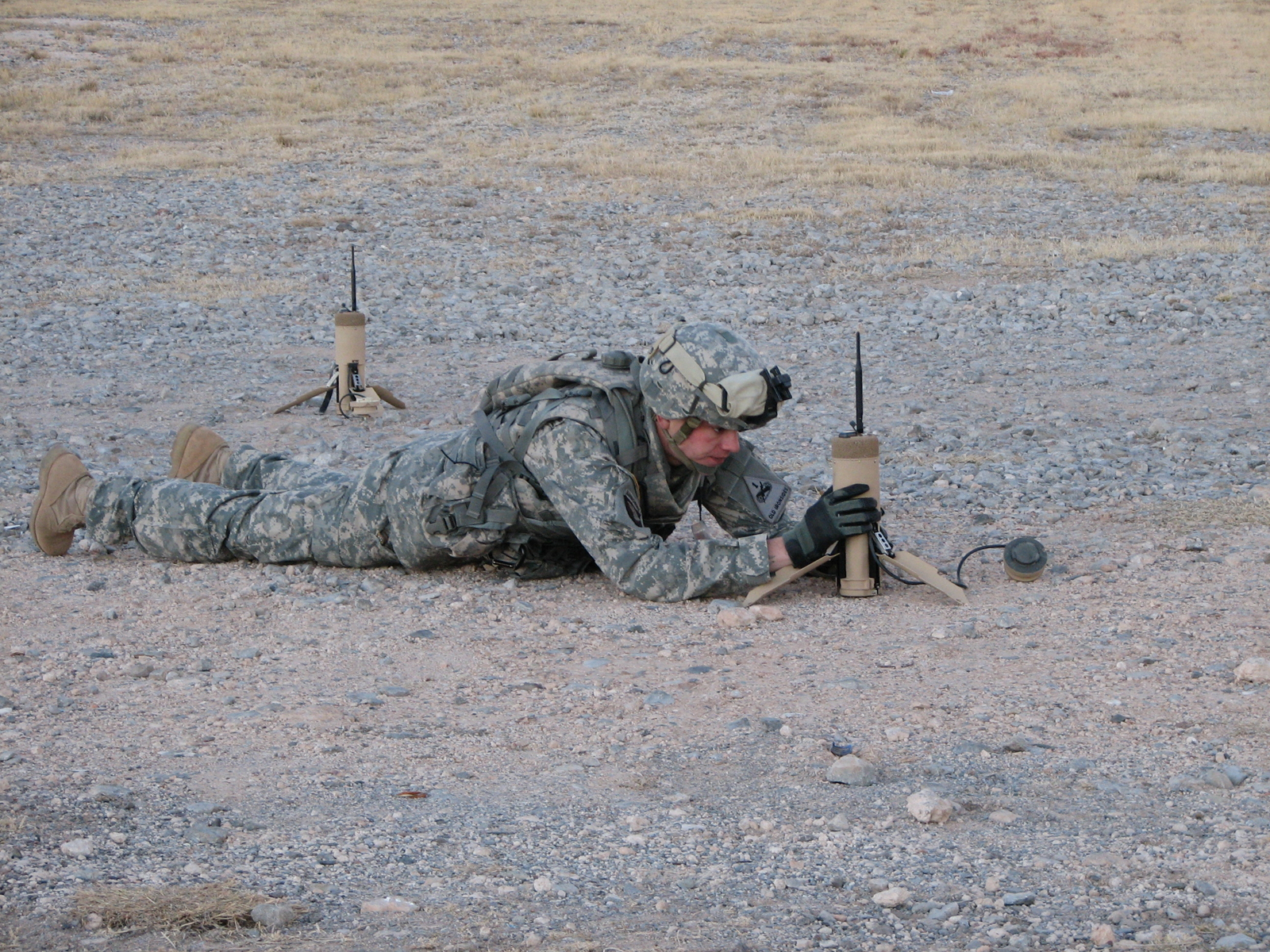
Soldat mit Unattended Ground Sensors

Alle bemannten Fahrzeuge sollten auf der Manned Ground Vehicle Plattform basieren. Diese wog rund 20 Tonnen und beinhaltete:
- Das „Crew Compartment“, einen besonders geschützten Raum im Fahrzeug, von dem aus die Besatzung, die aus zwei Personen besteht, das Fahrzeug steuern kann. Dies erfolgt über Drive-by-Wire und Flachbildschirme, die herkömmliche Winkelspiegel durch außen montierte Videokameras ersetzen. Auf den Bildschirmen können auch andere Informationen dargestellt werden.
- Ein dieselelektrisches System als Antrieb, das heißt, der Verbrennungsmotor treibt einen Generator an, der Strom produziert und in Akkumulatoren speichert, von wo aus er wieder durch Elektromotoren die Gummiketten antreibt. Am 16. August 2005 wählte General Dynamics Land Systems den Motor 5L890, hergestellt von der Detroit Diesel Corporation und MTU aus, um die Manned Ground Vehicle Plattformen anzutreiben. Er basiert auf der MTU-Serie 890, hat 552 kW (750 PS), ein maximales Drehmoment von 1235 Nm bei 4250/min bei einem Gewicht von 470 Kilogramm[4].
- Abstandsaktive Schutzmaßnahmen, die Schutz vor Panzerabwehrlenkwaffen, Granaten und Wuchtgeschossen bieten, möglicherweise das Quick Kill APS von Raytheon.[5]

Es werden folgende Versionen der Manned Ground Vehicle Plattform entwickelt:
- XM1201 Reconnaissance and Surveillance Vehicle (Spähpanzer)
- XM1202 Mounted Combat System (Kampfpanzer)
- XM1203 Non-Line-of-Sight Cannon (Panzerhaubitze)
- XM1204 Non-Line-of-Sight Mortar (Panzermörser)
- XM1205 Recovery and Maintenance Vehicle (Pionierpanzer)
- XM1206 Infantry Carrier Vehicle (Schützenpanzer)
- XM1207/1208 Medical Vehicle (Sanitätspanzer)
- XM1209 Command and Control Vehicle (Führungspanzer)

Auffällig bei diesen Entwürfen ist die hohe Silhouette, begünstigend die Beobachtungsreichweite zu Lasten der Verwundbarkeit.

### Soldat
Bei der persönlichen Ausrüstung bestand das Ziel hauptsächlich darin, den Soldaten „netzwerktauglich“ zu machen. Zu diesem Zweck wurden eine Reihe von Sensoren sowie Funkgeräten zur Datenübertragung für Fahr- und Flugzeuge sowie einzelne Soldaten entwickelt. Außerdem sollten die Waffen und Erkenntnisse aus den Programmen Objective Individual Combat Weapon und Lightweight Small Arms Technologies mit einfließen. Dazu wurden ein unbemannter Roboter (SUGV) und ein unbemanntes Fluggerät (Class I UAV) für die Infanterie entwickelt.
Bestandteile:
- Future Force Warrior
- XM25
- ACSW (Entwicklung abgebrochen)
- Objective Sniper Weapon (Prototyp)

### Unbemannte Fahrzeuge
Die unbemannten Fahrzeuge sollten so genannte „dangerous, dirty & dull“-Aufgaben übernehmen, also solche, die für Menschen zu gefährlich, zu dreckig oder zu monoton sind. Mit dem MULE wurde versucht, den Nachschub für die kämpfende Truppe zu automatisieren.
- Armed Robotic Vehicle (Panzerdrohne, am 12. Februar 2007 gestrichen)
- XM1216 Small Unmanned Ground Vehicle (Aufklärungsroboter)
- XM1217/1218/1219 Multifunctional Utility/Logistics and Equipment (Mehrzweckroboter)

### Unbemannte Bodensysteme
- XM501 Non-Line-of-Sight Launch System (Raketenstartbox, Mai 2010 gestrichen)
- AN/GSR-9/10 (V) 1 Unattended Ground Sensors (Sensoren)
- Intelligent Munitions System, inzwischen eingestellt, wird von Rüstungsfirmen privat weiter verfolgt

### Unbemannte Fluggeräte
- XM156 Class I UAV (Minidrohne)
- Class II UAV (12. Februar 2007 gestrichen)
- Class III UAV (12. Februar 2007 gestrichen, Aufgaben übernimmt AAI RQ-7)
- XM157 Class IV UAV (Helikopter)

## Die FCS-Brigade
Mit der neuen Ausrüstung sollte auch eine neue Struktur der damit ausgestatteten Verbände einhergehen. Wenn sämtliche FCS-Systeme zur Verfügung stünden, sollte eine Brigade aus drei Waffenbataillonen (Combined Arms bataillons – CABs), einem Artilleriebataillon (Non-Line-of-Sight-Cannon battalion – NLOS), einer Aufklärungs-, Überwachungs- und Zielerfassungsschwadron (Reconnaissance, Surveillance, and Target Acquisition squadron – RSTA), einem Unterstützungsbataillon (Forward Support battalion – FSB), einer Nachrichten- und Fernmeldekompanie (Brigade Intelligence and Communications company – BICC) und dem Brigadehauptquartier bestehen.
Die so gegliederte und ausgerüstete Einheit sollten in der Lage sein, 72 Stunden auf sich gestellt ein schweres Gefecht zu führen oder sieben Tage lang in einer Umgebung mit geringer bis mittlerer militärischer Herausforderung zu operieren. Gegenüber heutigen, gleich großen Einheiten, sollten sie 30 bis 70 Prozent weniger Treibstoff, Wasser, Munition und Ersatzteile benötigen, erheblich schneller über eine strategische Entfernung zu verlegen sein und mit einer geringeren Anzahl Soldaten ein größeres Gebiet beherrschen können.

## Kritik
Hauptkritikpunkt waren die Kosten. Nachdem ursprünglich Kosten von bis zu 100 Milliarden US-Dollar für das komplette System veranschlagt waren, stiegen diese in den zurückliegenden Jahren kontinuierlich an. Die Entwicklung von vier der ursprünglich 18 geplanten Systeme wurde deshalb eingestellt. Eine Schätzung des US-Rechnungshofs vom März 2006 geht davon aus, dass bisher bereits 161 Milliarden Dollar in FCS investiert wurden. Das Verteidigungsministerium ging Mitte 2006 von 300 Milliarden Dollar Kosten bis zur Einsatzfähigkeit aller im FCS-Programm veranschlagten Waffen aus, die Heeresführung von 230 Milliarden. Verbunden mit dem Kostenanstieg ist das Verfehlen des vorgesehenen Zeitplans.
Ein weiterer Kritikpunkt war die Kontrolle über die große Menge unbemannter Systeme. Da diese nie vollständig autonom arbeiten, sondern immer mehr oder weniger menschliche Kontrolle benötigen, ergibt sich ein Personalbedarf, der eigentlich durch diese Systeme eingespart werden sollte.
Bemängelt wurde auch, dass FCS wegen seines vernetzten Charakters anders als andere Waffensysteme erst sehr spät als „Prototyp“ getestet werden kann. Manöver mit größeren Einheiten und der vollständigen Ausrüstung unter realistischen Bedingungen wurden für 2013 erwartet, wenn die Serienproduktion bereits angelaufen sein sollte.
Darüber hinaus gab es Zweifel an der Leistungsfähigkeit einzelner Bestandteile, etwa der aktiven Abwehrsysteme für Fahrzeuge, sowie Befürchtungen, dass die zur Verfügung stehenden Funk-Bandbreiten für FCS und verschiedene ähnliche Projekte nicht ausreichen. Insbesondere einige der größeren Bodenfahrzeuge haben die ursprüngliche Begrenzung auf 20 Tonnen Gewicht überschritten, ebenso Abmessungen, die sie in ein Transportflugzeug des Typs Lockheed C-130 verladbar machen.